# 6483 Nikolajvasilʹev
A 6483 Nikolajvasilʹev (ideiglenes jelöléssel 1990 EO4) a Naprendszer kisbolygóövében található aszteroida. Eric Walter Elst fedezte fel 1990. március 2-án.